# Alismataceae
Famille
Classification APG III (2009)
La famille des Alismataceae (Alismatacées) est une petite famille de plantes monocotylédones. Elle comprend 100 espèces et englobe 14 genres différents à travers le monde. En France, on ne trouve que 10 espèces et 6 genres pour cette famille des Alismatacées.

## Étymologie
Le nom vient du genre Alisma qui derive du grec αλισμα (alisma, alism, plantain d'eau), ancien nom grec d'une plante aquatique.

## Repartition

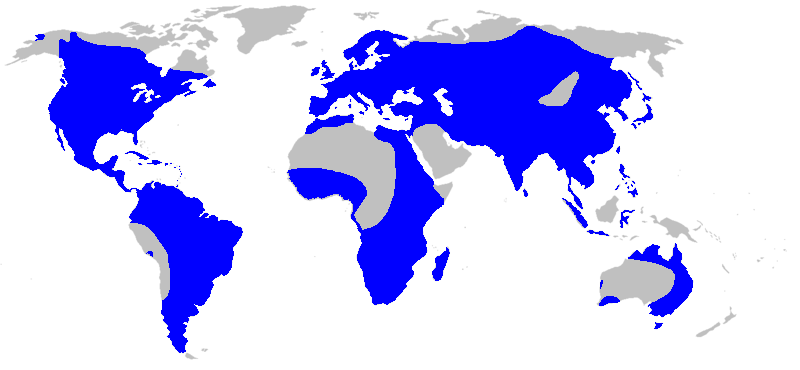
Carte de répartition des espèces de la famille des Alistamacae.

Ce sont des plantes herbacées, pérennes pour la plupart, rhizomateuses, aquatiques, des régions tempérées, subtropicales ou tropicales.
La majorité des espèces se trouvent dans les régions tempérées de l'hémisphère nord.

## Description
Elles possèdent des canaux lactifères schizogènes.
Les feuilles sont basales, alternes, sagitées ou cordiformes. Le pétiole est bien développé et engainant.
L'inflorescence est axillaire ; les fleurs sont hétéroclamydes, trimères, actinomorphes, diplo- ou polystémones, hypogynes et bisexuées. Les pétales sont caducs. Les étamines sont au nombre de trois à six et disposées sur un verticille ou sont nombreuses et disposées en spirales ;  les anthères sont binoculaires et le pollen est multipore. Des nectaires sont présents sur le réceptacle, à la base des pièces florales ou des carpelles. Les carpelles sont libres, elles possèdent un style terminal ou gynobasique et un stigmate décurrent ; la placentation est basale ; l'ovule est généralement solitaire, anatrope à amphitrope, bitégumenté.
Les fruits sont des akènes (un peu comme les fruits du pissenlit) et la graine est exalbuminée.

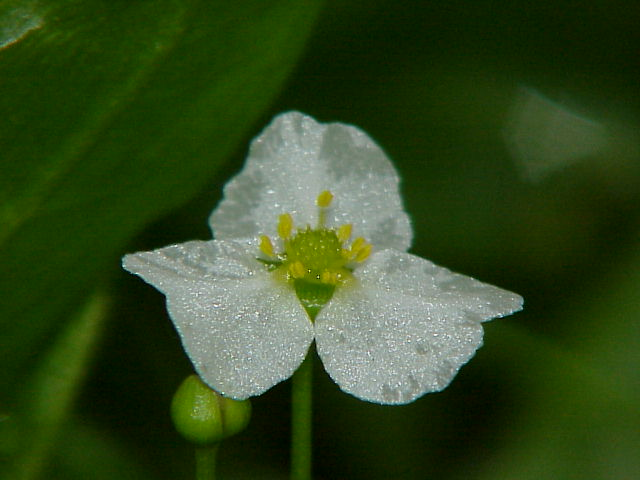
Echinodorus isthmicus
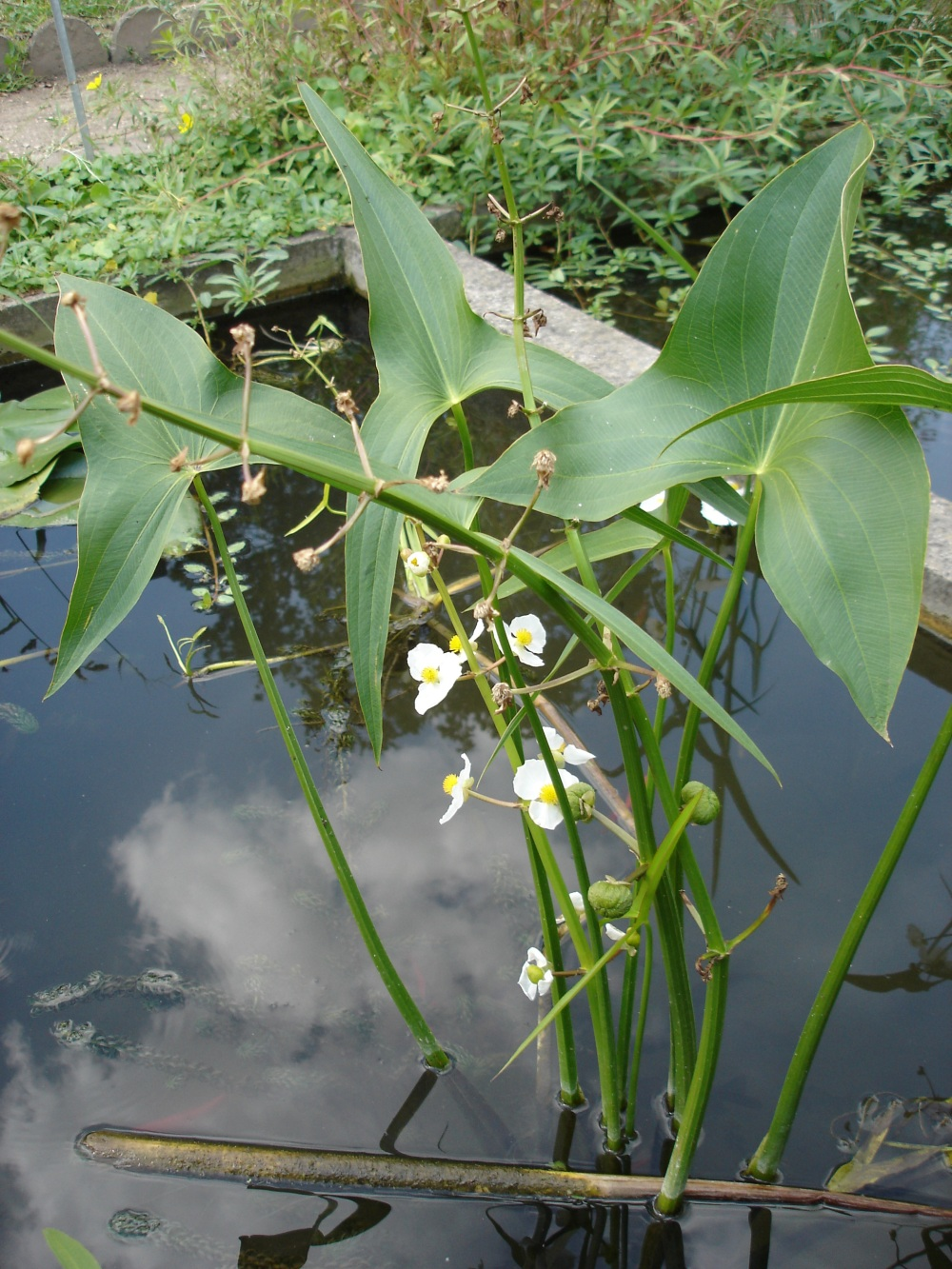
Sagittaria sagittifolia

## Genres
La classification phylogénétique APG III (2009) inclut dans cette famille les genres précédemment placés dans la famille Limnocharitaceae. Les genres Butomopsis, Hydrocleys et Limnocharis pour être précis.
Selon World Checklist of Selected Plant Families (WCSP) (14 avr. 2010) (Plus conforme à APGIII puisqu'il incorpore les genres Butomopsis, Hydrocleys et Limnocharis anciennement dans Limnocharitaceae) :
- genre Albidella Pichon (1947)
- genre Alisma L. (1753) (plantain d'eau, flûteau)
- genre Astonia S.W.L.Jacobs (1997)
- genre Baldellia Parl. (1854)
- genre Burnatia Micheli (1881)
- genre Butomopsis Kunth (1841) (anciennement dans Limnocharitaceae)
- genre Caldesia Parl. (1860)
- genre Damasonium Mill., Gard. Dict. Abr. ed. 4 (1754)
- genre Echinodorus Rich. (1815)
- genre Helanthium (Benth. & Hook.f.) Engelm. ex J.G.Sm. (1905)
- genre Hydrocleys Rich. (1815) (anciennement dans Limnocharitaceae)
- genre Limnocharis Humb. & Bonpl. (1808) (anciennement dans Limnocharitaceae)
- genre Limnophyton Miq. (1856)
- genre Luronium Raf. (1840)
- genre Ranalisma Stapf (1900)
- genre Sagittaria Rupp. ex L. (1753) (sagittaire)
- genre Wiesneria Micheli (1881)

Selon Angiosperm Phylogeny Website (14 avr. 2010) :
- genre Alisma L.
- genre Baldellia Parl.
- genre Burnatia Micheli
- genre Butomopsis Kunth
- genre Caldesia Parl.
- genre Damasonium Mill.
- genre Echinodorus Engelm.
- genre Hydrocleys Rich.
- genre Limnocharis Bonpl.
- genre Limnophyton Miq.
- genre Luronium Raf.
- genre Machaerocarpus Small
- genre Ranalisma Stapf
- genre Sagittaria L.
- genre Wiesneria Micheli

Selon NCBI (14 avr. 2010) :
- genre Albidella
- genre Alisma
- genre Astonia
- genre Baldellia
- genre Caldesia
- genre Damasonium
- genre Echinodorus
- genre Helanthium
- genre Hydrocleys
- genre Limnocharis
- genre Limnophyton
- genre Luronium
- genre Ranalisma
- genre Sagittaria
- genre Wiesneria

Selon DELTA Angio (14 avr. 2010) :
- genre Alisma
- genre Baldellia
- genre Burnatia
- genre Caldesia
- genre Damasonium
- genre Echinodorus
- genre Limnophyton
- genre Luronium
- genre Ranalisma
- genre Sagittaria
- genre Wiesneria

Selon ITIS (14 avr. 2010) :
- genre Alisma L.
- genre Baldellia Parl.
- genre Burnatia Micheli
- genre Caldesia Parl.
- genre Damasonium Mill.
- genre Echinodorus L.C. Rich. ex Engelm.
- genre Limnophyton Miq.
- genre Luronium Raf.
- genre Machaerocarpus Small
- genre Ranalisma Stapf
- genre Sagittaria L.
- genre Wiesneria Micheli